# Der Fluß der Zauberer
Der Fluß der Zauberer (Originaltitel: tschechisch Řeka kouzelníků) ist ein Kinderbuch von Ladislav Mikeš Pařízek aus dem Jahr 1956.

## Kontext
Die Geschichte ist im Belgisch-Kongo des Jahres 1954 angesiedelt, wobei mehrfach die ablehnende Haltung von Teilen der einheimischen Bevölkerung gegen die Kolonialherren und lokale Autoritäten, die mit diesen kooperieren, zum Ausdruck kommt. Einige der Widerständler sind Mitglieder der Rassemblement Démocratique Africain (RDA). Auch die blutige Niederschlagung des Streiks von Dimbokro und historische Persönlichkeiten wie Fodéba Keïta, David Livingstone und Henry Morton Stanley finden Erwähnung.
Pařízek, der selbst jahrelang in Afrika lebte, geht auch mehrfach auf die Bevölkerungsstruktur und Geografie ein, so nennt er u. a. die Ethnien der Azande und Nzakara sowie die Flüsse Uelle und Kotu. Auch die traditionellen Nachrichtentrommeln spielen als Kommunikationsinstrument in dem Roman eine wichtige Rolle.

## Inhalt
Der sozial engagierte französische Lehrer Jean Mortier verliert aus politischen Gründen sein Lehramt und muss die Kongokolonie verlassen. Kurz vor der Abreise lernt er den belgischen Abenteurer und Händler Van Berg kennen, der in Französisch-Äquatorialafrika Waren einkauft und diese, unter Umgehung des Zolls, im Nachbarland absetzt. Van Berg überredet Mortier, ihn auf seiner nächsten Fahrt zu begleiten und erst anschließend nach Europa zurückzukehren.
Den Behörden erscheinen die beiden jedoch verdächtig. Als ihnen ein Beamter nachreist und Mortier grob beleidigt, wird er von diesem niedergeschlagen. Die Männer werden vom Kommissar nun zur Fahndung ausgeschrieben, können aber mit Hilfe mehrerer Einheimischer fliehen, denen Van Berg im Gegenzug seine Waren überlässt. Dabei gelangen sie per Boot auf dem Uelle, dem Fluss der Zauberer, in eine  verrufene Gegend, in der viele isolierte Dörfer unter dem Einfluss grausamer Medizinmänner und Häuptlinge stehen, die Raubzüge anordnen und z. T. archaische Riten praktizieren.
Sowohl Vertreter der Kolonialverwaltung wie auch eine Gruppe Einheimische, die auf eine Belohnung hoffen, verfolgen die Flüchtenden. Deren Gefährt wird derweil durch einen Zyklon zerstört, woraufhin sie sich zu Fuß durch den Urwald kämpfen müssen. Van Bergs 16-jähriger Sohn Emil erhält von Bekannten seines Vaters Nachricht über dessen Flucht und reist den beiden mit einigen Helfern nach. Unterwegs rasten sie in einem Dorf, dessen Vorsteher fortschrittliche Ideen vertreten und den entlegenen Gegenden am Fluss der Zauberer ablehnend gegenüber stehen, da sie einst von Einwohnern aus Nizambi, einem der dortigen Orte, überfallen wurden.
Mortier und Van Berg werden, nachdem sie mehreren Gefahren entgangen sind, von Einwohnern Nizambis gefangen genommen und zu dessen machthungrigem Anführer Luka gebracht. Djambi, der grausame Zauberer des Ortes, fordert die Einwohner auf, die Gefangenen zu opfern, da sie angeblich den Wirbelsturm beschworen haben. Insgeheim hoffen er und der Häuptling darauf, Van Bergs Waren an sich zu bringen und wollen zunächst nicht glauben, dass diese längst verteilt sind. Luka und Djambi bestehen auf der Opferung, einige Dorfbewohner beschleicht jedoch Misstrauen gegenüber den eigenen Autoritäten. Bevor es zu einem Gewaltausbruch kommt, werden Van Berg und Mortier von der Gruppe um Emil befreit. Einer ihrer Angehörigen tötet Djambi in Notwehr.
Kurz darauf erreicht ein französischer Offizier, der den Männern nachgesandt wurde, das Dorf und übernimmt die Aufklärung des Falles. In Nizambi wird ein neuer Häuptling ernannt und an den Versammlungen nehmen nun erstmals auch Frauen teil. Die Verfolgung Van Bergs und Mortiers durch die Behörden ist derweil eingestellt worden und sie müssen lediglich Geldstrafen zahlen. Während die Befreiten das Gebiet verlassen, regt sich auch in einem Dorf, von dem Krieger zur Verfolgung der Europäer ausgesandt wurden, offener Widerstand gegen den eigenen König und den örtlichen Zauberer. Beide werden verhaftet, weil sie Anordnungen der Behörde nicht befolgt haben. Die fortschrittlichen Kräfte des Ortes, die von Anfang an versuchten, den beiden Europäern zu helfen, leiten eine demokratische Umwälzung ein.
Mortier lässt sich schließlich in Französisch-Äquatorialafrika nieder und kooperiert mit der RDA. Dieser ist Emil Van Berg inzwischen beigetreten und reist am Ende mit drei Genossen zu den Weltjugendspielen nach Warschau.

## Veröffentlichungen
Das Buch erschien erstmals 1956 auf Tschechisch, zehn Jahre später folgte beim Kinderbuchverlag Berlin die erste deutschsprachige Auflage. An selbiger wirkten Gustav Just als Übersetzer und Werner Ruhner als Illustrator mit. 1970 gab o. g. Verlag eine weitere Fassung heraus.